# Malin Åkerman

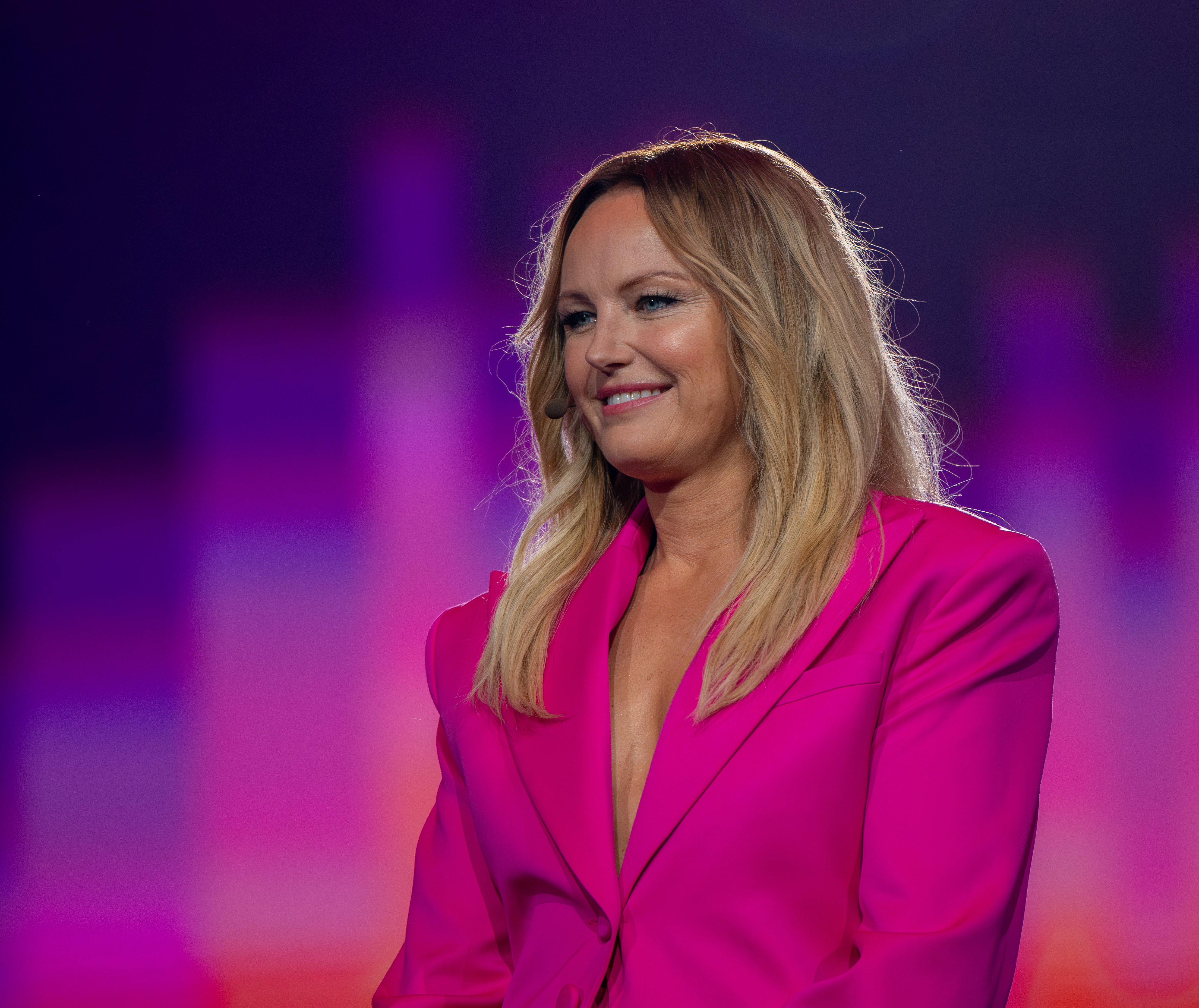
Malin Åkerman (2024)

Malin Maria Åkerman (* 12. Mai 1978 in Stockholm) ist eine schwedisch-US-amerikanische Schauspielerin.

## Leben
Malin Åkerman kam im Alter von zwei Jahren mit ihren Eltern nach Kanada, behielt aber die schwedische Staatsangehörigkeit. Im Jahr 2018 wurde sie zusätzlich Staatsbürgerin der USA. Im Alter von 17 Jahren startete sie ihre Karriere als Model. Sie studierte Psychologie an der York University. Ihr Vater Magnus Åkerman ist Versicherungsmakler, ihre Mutter Pia Sundström ist Model und Aerobic-Lehrerin.
Als Schauspielerin debütierte Åkerman in einer Folge der Fernsehserie Mission Erde aus dem Jahr 1997. Im für das Fernsehen produzierten Science-Fiction-Actionfilm Shotgun Love Dolls (2001) übernahm sie eine der größeren Rollen; eine weitere größere Rolle spielte sie im Film The Utopian Society (2003). In der Independentkomödie Heavy Petting (2006) verkörperte sie eine der Hauptrollen. In der Komödie Nach 7 Tagen – Ausgeflittert (2007) spielte sie die Rolle von Lila, der Ehefrau von Eddie Cantrow (Ben Stiller), der sich in seinen Flitterwochen neu verliebt und erlangte mit dieser Rolle erstmals internationale Bekanntheit. Weitere, vor allem amerikanische, Film- und Fernsehproduktionen folgten. Zu ihren erfolgreichsten Filmen zählen die Komödien 27 Dresses (2007) und Selbst ist die Braut (2009) sowie die Comicverfilmung Watchmen – Die Wächter (2009). Für ihre Mitwirkung in dem Horrorfilm The Final Girls (2015) wurde sie bei den "Fangoria Chainsaw Awards" und den "Fright Meter Awards" nominiert. Insgesamt 
umfasst ihr Schaffen bisher über 70 Rollen.
Åkerman wurde auf der Liste 100 Sexiest Women in the World 2006 der Zeitschrift FHM erwähnt. Sie ist als Sängerin der Musikgruppe The Petalstones (früher Ozono) tätig.
Im März 2023 nahm Åkerman als Squirrel an der neunten Staffel der US-amerikanischen Version von The Masked Singer teil, in der sie den 15. Platz erreichte. Beim Eurovision Song Contest 2024 übernahm sie zusammen mit Petra Mede die Moderation.

## Persönliches
Åkerman war vom 20. Juni 2007 bis 2014 mit dem italienischen Musiker Roberto Zincone verheiratet. Aus der Ehe ging ein Sohn (* 2013) hervor. Seit 2018 ist sie mit dem britischen Schauspieler Jack Donnelly verheiratet.

## Filmografie (Auswahl)

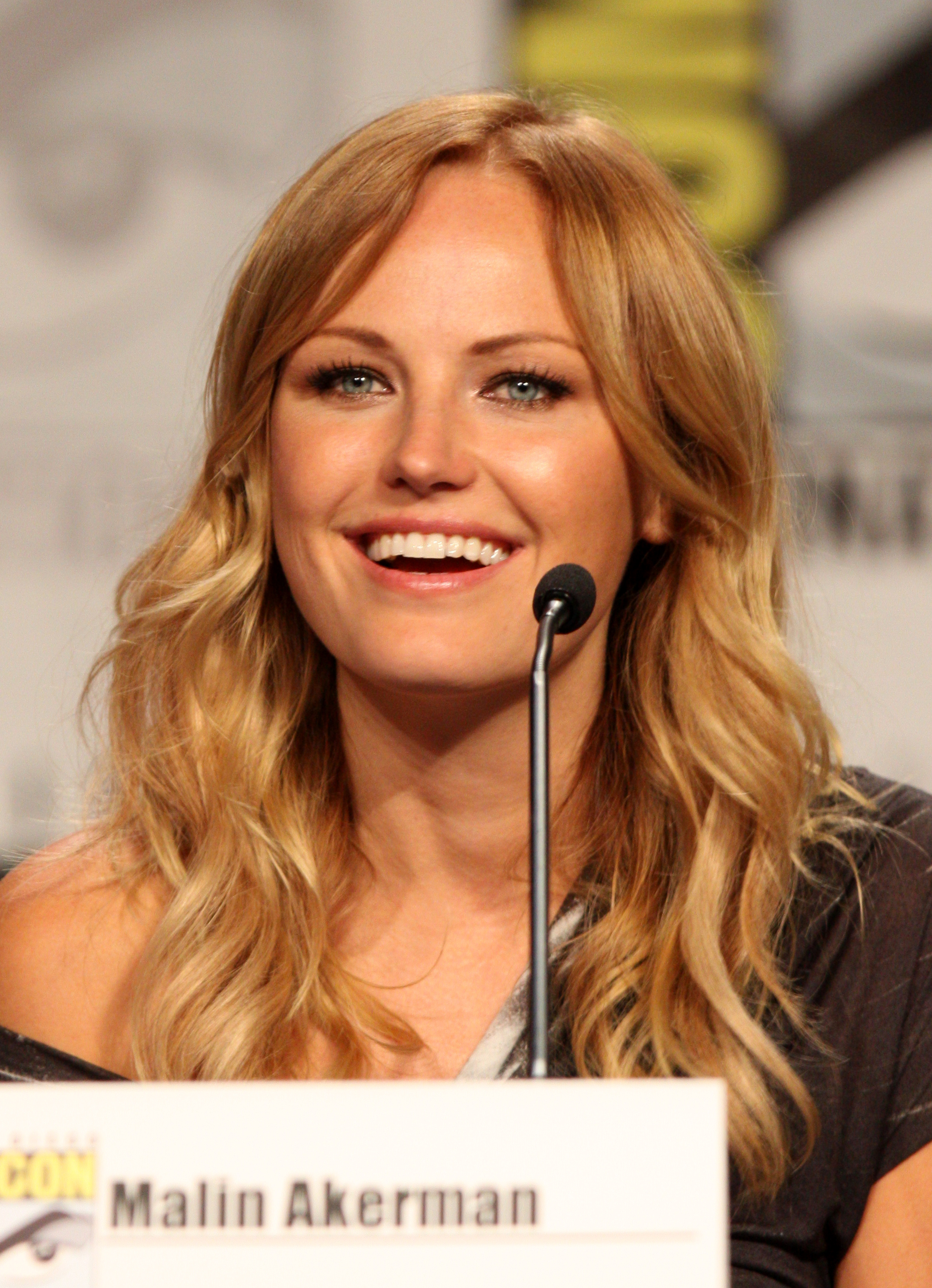
Åkerman bei der San Diego Comic-Con International 2011

- 1997: Mission Erde – Sie sind unter uns (Earth: Final Conflict, Fernsehserie, Folge 1x02 Bittere Wahrheit)
- 2000: The Skulls – Alle Macht der Welt (The Skulls)
- 2000: Relic Hunter – Die Schatzjägerin (Relic Hunter, Fernsehserie, Folge 1x15)
- 2001: Der Kreis (The Circle)
- 2001: Shotgun Love Dolls
- 2003: The Utopian Society
- 2004: Harold & Kumar (Harold & Kumar Go to White Castle)
- 2005, 2014: The Comeback (Fernsehserie, 15 Folgen)
- 2007: Die Solomon Brüder (The Brothers Solomon)
- 2007: Nach 7 Tagen – Ausgeflittert (The Heartbreak Kid)
- 2007: Invasion (The Invasion)
- 2007: Meine Freundin, ihr Hund und ich (Heavy Petting)
- 2008: 27 Dresses
- 2009: Watchmen – Die Wächter (Watchmen)
- 2009: Selbst ist die Braut (The Proposal)
- 2009: All Inclusive (Couples Retreat)
- 2010: HappyThankYouMorePlease (Happythankyoumoreplease)
- 2010: The Romantics
- 2010: Elektra Luxx
- 2010: How I Met Your Mother (Fernsehserie, Folge 5x23 Ballast-Stoff)
- 2010: The Bang Bang Club
- 2010–2016: Childrens Hospital (Fernsehserie, 42 Folgen)
- 2011: Catch .44 – Der ganz große Coup (Catch .44)
- 2012: Wanderlust – Der Trip ihres Lebens (Wanderlust)
- 2012: Rock of Ages
- 2012: Burning Love (Fernsehserie, 10 Folgen)
- 2012: Stolen
- 2012: Hotel Noir
- 2012: Cottage Country
- 2012–2013: Suburgatory (Fernsehserie, 3 Folgen)
- 2013: Numbers Station (The Numbers Station)
- 2013: CBGB
- 2013–2014: Newsreaders (Fernsehserie, 2 Folgen)
- 2013–2014: Trophy Wife (Fernsehserie, 22 Folgen)
- 2014: Welcome to Sweden (Fernsehserie, Folge 1x08)
- 2015: Sin City Saints (Fernsehserie, 8 Folgen)
- 2015: Für die zweite Liebe ist es nie zu spät (I’ll See You in My Dreams)
- 2015: The Final Girls
- 2016: Ruf der Macht – Im Sumpf der Korruption (Misconduct)
- 2016–2019: Billions (Fernsehserie, 34 Folgen)
- 2016: The Ticket
- 2016: Easy (Fernsehserie, Folge 1x06)
- 2018: Rampage – Big Meets Bigger (Rampage)
- 2019: To the Stars
- 2019: Drunk History (Fernsehserie, Folge 6x07)
- 2019–2022: Dollface (Fernsehserie, 10 Folgen)
- 2020: Medical Police (Fernsehserie, 3 Folgen)
- 2020: The Sleepover
- 2020: Friendsgiving
- 2020: Chick Fight
- 2020: Soulmates (Fernsehserie, Folge 1x05)
- 2022: A Week in Paradise
- 2022: The Aviary
- 2022: Slayers
- 2023: The Donor Party
- 2023: Us or Them – Spiel auf Leben und Tod (Us or Them)
- 2023: The Christmas Classic
- 2023: Ett sista race
- 2023: The Masked Singer (Fernsehsendung, Teilnehmerin Staffel 9, 15. Platz)
- 2024: Singing in My Sleep
- 2025: Neighborhood Watch
- 2025: The Hunting Wives (Fernsehserie)